# Yayo Morales

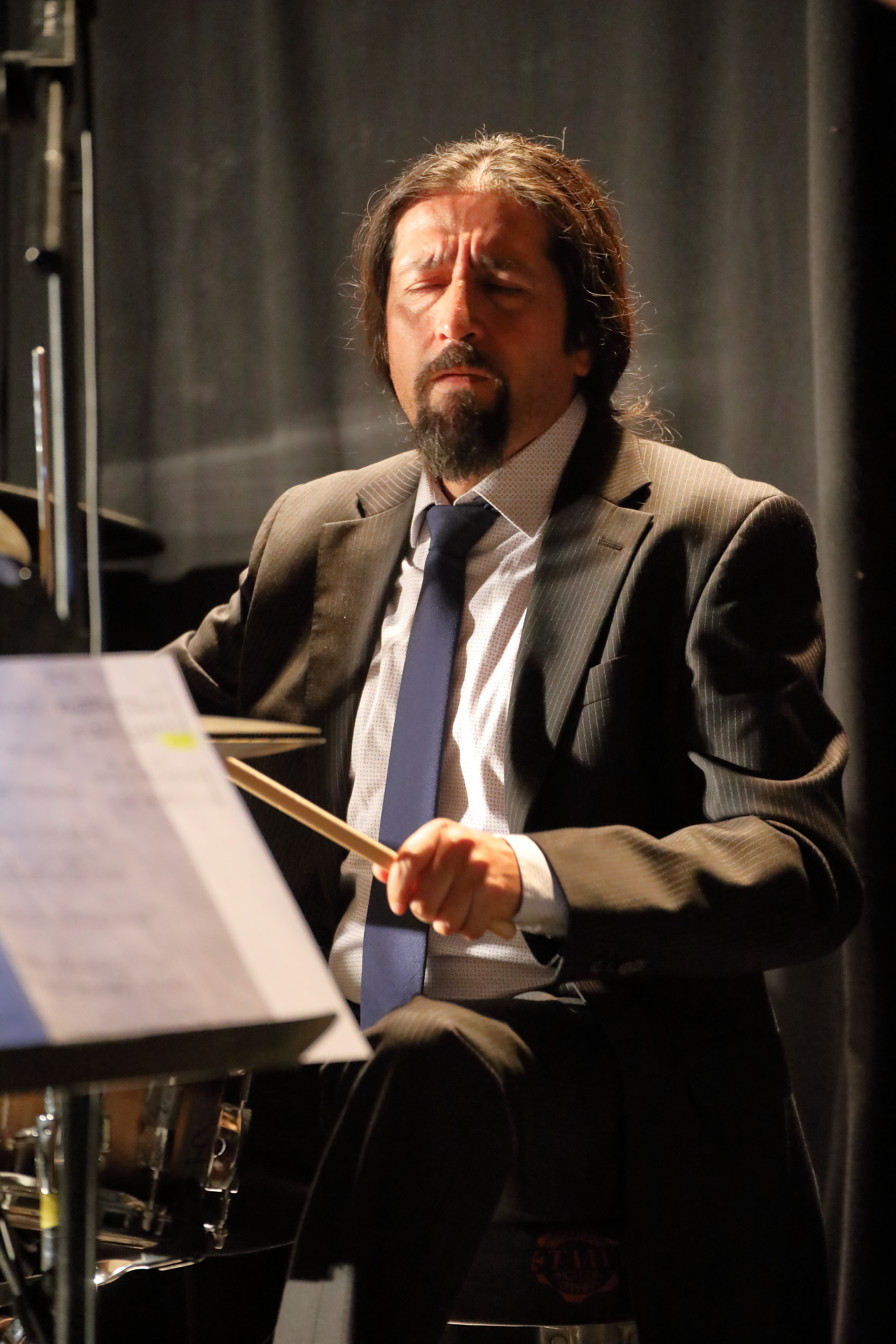
Yayo Morales (INNtöne Jazzfestival 2019)

Yayo Morales (* 1967 in La Paz) ist ein bolivianischer Jazzmusiker (Schlagzeug, Komposition).

## Wirken
Morales studierte von 1983 bis 1989 Schlagzeug am Conservatorio Nacional de Música in La Paz; in dieser Zeit war er an der Rockband Trueno Azul beteiligt. 1990 zog er nach Spanien, wo er seine Studien bei Carlos Carli fortsetzte und in Arrangement und Komposition an der Escuela de Musica Creativa in Madrid vertiefte. Auch nahm er an Masterclasses bei unter anderem Tony Moreno, Allen Blairman, Billy Cobham, Lewis Nash, Efraim Toro und Alex Acuña teil.
In den nächsten Jahren arbeitete Morales mit Jerry González, Jorge Pardo, Ricard Miralles, Chano Domínguez, Bob Sands, Tomatito, Carles Benavent und Antonio Carmona; bei den Projekten La Barbería del Sur und La Calle Caliente kam es zu Kooperationen mit u. a. José El Francés, Rita Marley, Azúcar Moreno und Jaime Muela. Peter Materna holte ihn 2006 in sein Trio (The Dancer). Er ist auch auf Alben von Antonio Vargas Cortés („El Potito“), Diego el Cigala, Pato Munoz oder Laura Hess zu hören.
Sein erstes Album unter eigenem Namen, Los Andes Jazz Project (2007), reflektiert die Musik der Anden; 2017 wurde das mit Pianist German Kucich und Bassist Scott Ambush aufgenommene Folgealbum veröffentlicht, das für die Grammienomination ausgewählt wurde. 2019 tourte er mit Azar Lawrence in Europa.
Morales kehrte 2013 nach Bolivien zurück, wo er als Hochschullehrer an der Universidad Mayor de San Andrés unterrichtet.